# Oceanic (album Isis)
Oceanic – drugi LP metalowej grupy Isis. Wydany w USA przez Ipecac Recordings, w Japonii przez Ritual Records, w Europie przez Trust No One Recordings. Wersje CD różnią się okładkami. Płyty winylowe (podwójne) wydane w ilości :
- USA

pierwsze tłoczenie : 200 opaque dark green (obydwa), 300 transparent light green (obydwa),
drugie tłoczenie : 503 clear (obydwa)
trzecie tłoczenie : 300 transparent orange (obydwa), 300 white (obydwa), 500 black (obydwa)
- Europa

pierwsze tłoczenie : 6 black i black/brown marble, 27 purple i brown/purple marble, 82 purple i rust red, 124 purple i brown, 708 black (obydwa)
drugie tłoczenie : 500 clear (obydwa)
Wydawnictwo doczekało się również szeregu płyt winylowych z remiksami (Oceanic Remixes Vol. I, Oceanic Remixes Vol. II, Oceanic Remixes Vol. III, Oceanic Remixes Vol. IV). Uwieńczeniem tego cyklu było wypuszczenie zbiorczej CD Oceanic: Remixes and Reinterpretations.
Styl gry na tej produkcji uległ znacznej zmianie. Agresywna, przepełniona przesterowanymi riffami muzyka wyewoluowała w stronę spokojnego, stonowanego grania, w dużym stopniu korzystającej z ambientu i elektroniki. Nie można jednak powiedzieć, że straciła ona na energetyczności – nadal mamy do czynienia z mocniejszymi elementami, są one jednak zanurzone w harmonicznej przestrzeni, stanowią uzupełnienie całości. Długość utworów uległa wydłużeniu, w ocenach i recenzjach zaczęto odchodzić od podobieństw do takich grup jak Neurosis czy Godflesh, grupa zaczęła tworzyć swój własny, niepowtarzalny styl.

## Koncepcja albumu
Jak każde wydawnictwo, także to posiada pewien wiodący motyw. Według samego Turnera, jest to płyta o najbardziej wyraźnej koncepcji, dająca się wyjaśnić jako spójna historia tragicznego związku. Mamy tu również do czynienia z kontynuacją wodnej tematyki podjętej na albumie The Red Sea stanowiącą jednak tło dla głównego wątku. Całość jest przedstawiona w mocno narracyjny sposób, w odróżnieniu od chociażby Panopticon, ale także wcześniejszych albumów. Sama historia opowiada o człowieku, który żyje w emocjonalnym dołku. Sytuacje odmienia żeńska postać – ideał głównej postaci, kobieta, która wypełnia pustkę, w której żył do tej pory. Sam związek jest jednak tragiczny, ponieważ wkrótce mężczyzna odkrywa, że jego wybranka była zaangażowana w kazirodczy związek ze swoim bratem. Z tego powodu zrozpaczony mężczyzna popełnia samobójstwo – tonie w tytułowym oceanie.
Cała historia jest streszczona we wkładce do płyty, jej objaśnienia podjął się także frontman zespołu – Aaron Turner w wywiadzie radiowym (). W rozmowie jest także mowa o innych produkcjach grupy.

## Lista utworów
1. "The Beginning And The End" – 8:01
2. "The Other" – 7:14
3. "False Light" – 7:42
4. "Carry" – 6:46
5. "Untitled" – 2:05
6. "Maritime" – 3:03
7. "Weight" – 10:46
8. "From Sinking" – 8:24
9. "Hym" – 9:13

## Twórcy
1. Matt Bayles – produkcja
2. Mélanie Benoit – fotografia na okładce
3. Ed Brooks – mastering
4. Jeff Caxide – gitara basowa
5. Maria Christopher – wokal w utworach "The Beginning and the End", "Weight" i "Carry"
6. Aaron Harris – perkusja
7. Justin Hellman – fotografia na okładce
8. Michael Gallagher – gitara elektryczna
9. Bryant Clifford Meyer – elektronika, gitara elektryczna, wokal w utworze "Hym"
10. Ayal Noar – wokal w utworach "The Beginning and the End" i "Weight"
11. Aaron Turner – wokal, gitara elektryczna, projekt okładki